# Trochochaeta sarsi
Trochochaeta sarsi är en ringmaskart som beskrevs av Levinsen 1883. Trochochaeta sarsi ingår i släktet Trochochaeta och familjen Trochochaetidae. Inga underarter finns listade i Catalogue of Life.